# 2310 Olshaniya
2310 Olshaniya è un asteroide della fascia principale del diametro medio di circa 32,73 km. Scoperto nel 1974, presenta un'orbita caratterizzata da un semiasse maggiore pari a 3,1453226 UA e da un'eccentricità di 0,1574865, inclinata di 2,64892° rispetto all'eclittica.
L'asteroide è dedicato all'eroe di guerra sovietico Konstantin Ol'šanskij.